# Elektrischer Generator
Ein elektrischer Generator (zu lateinisch generare ‚hervorholen‘, ‚erzeugen‘) ist eine elektrische Maschine, die Bewegungsenergie in elektrische Energie wandelt. Der Generator ist das Gegenstück zum Elektromotor, der elektrische Energie in Bewegungsenergie wandelt. Er beruht auf dem von Michael Faraday 1831 entdeckten Prinzip der elektromagnetischen Induktion.

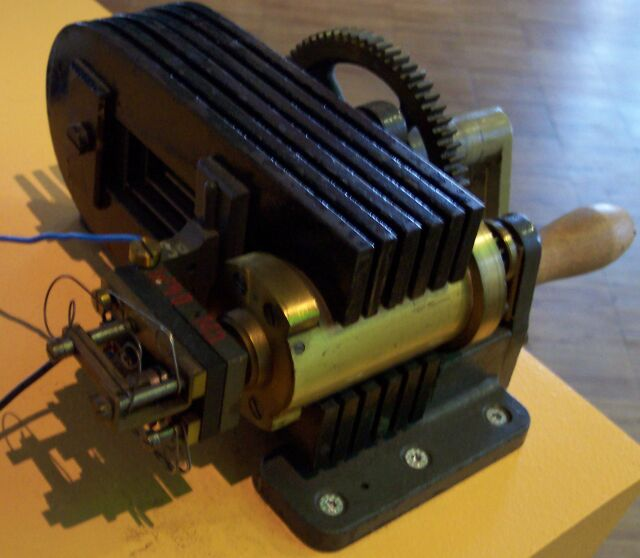
Kurbelinduktor (Blockinduktor) als Demonstrationsobjekt

## Wirkungsweise

Pulsierende Gleichspannung (Kommutator auf Kurbelachse)

Wechselspannung (Schleifringe auf Kurbelachse)

Bei allen Generatoren, die mittels elektromagnetischer Induktion arbeiten, ist das Prinzip, mechanische Leistung in elektrische Leistung umzuwandeln, gleich. Die mechanische Leistung (Rotationsenergie) wird dem Generator in Form der Drehung einer mechanischen Welle zugeführt.
Die Umwandlung beruht auf der Lorentzkraft, die auf bewegte elektrische Ladungen in einem Magnetfeld wirkt. Bewegt sich ein Leiter quer (senkrecht) zum Magnetfeld, wirkt die Lorentzkraft auf die Ladungen im Leiter in Richtung dieses Leiters und setzt sie so in Bewegung. Diese Ladungsverschiebung bewirkt eine Potentialdifferenz und erzeugt eine elektrische Spannung zwischen den Enden des Leiters. In der nebenstehenden Animation ist ausschließlich die Verschiebung des Leiters (oder der zwei relevanten Spulenabschnitte) quer senkrecht zum Magnetfeld relevant. Das wird anhand der roten Fläche veranschaulicht. Je größer die Flächenänderung pro Zeitänderung (durchlaufene Strecke des Leiters) ist, desto höher ist die Spannung. Um die Spannung zu erhöhen, werden mehrere in Form einer Spule in Reihe geschaltete Leiter verwendet.
Diese Wirkungsweise ist von derjenigen elektrostatischer Generatoren zu unterscheiden, in denen die Trennung elektrischer Ladungen durch das elektrische und nicht durch das magnetische Feld vorgenommen wird.
Im Inneren des Generators wird der Rotor (auch Läufer genannt) gegenüber dem feststehenden Stator-Gehäuse (auch Ständer genannt) gedreht. Durch das vom Rotor mit einem Dauermagneten oder einem Elektromagneten (Feldspule oder Erregerwicklung genannt) erzeugte, umlaufende magnetische Gleichfeld wird in den Leitern oder Leiterwicklungen des Stators durch die Lorentzkraft elektrische Spannung induziert.
Bei Gleichstromgeneratoren wird der Strom im Rotor (Läufer) induziert, die Feldspule oder der Dauermagnet ist außen. Der generierte Strom wird mit einem Kommutator gleichgerichtet.
Die erzeugte elektrische Leistung ist gleich der mechanischen Leistung abzüglich der auftretenden Verluste. Daraus folgt die Leistungsgleichung eines elektrischen Generators:
{\displaystyle P_{\mathrm {el} }=P_{\mathrm {mech} }-P_{\mathrm {v} }}
{\displaystyle P_{\mathrm {el} }} ist die erzeugte elektrische Leistung, {\displaystyle P_{\mathrm {mech} }} ist die zugeführte mechanische Leistung, {\displaystyle P_{\mathrm {v} }} ist die Verlustleistung infolge von mechanischer Reibung, Kupferverlusten und Eisenverlusten.
Die entnommene Spannung kann über die Stärke des Erregerfelds gesteuert werden, wenn dieses durch einen Elektromagneten (elektrische Erregung, Fremderregung) erzeugt wird. Diese Steuerungsmethode wird nicht nur in Kraftwerken, sondern z. B. auch in Lichtmaschinen von Kraftfahrzeugen angewendet (Lichtmaschinenregler).

## Aufbau

Schematischer Aufbau eines vierpoligen Wechselstromgenerators

Ein Generator besteht hauptsächlich aus zwei Teilen: einem festen Teil (Stator) und einem beweglichen Teil (Rotor). Auf der Antriebswelle des Rotors ist ein Magnet befestigt, der sich durch von außen zugeführte mechanische Energie dreht. Im Stator sind mehrere Spulen mit einem Eisenkern befestigt.

### Wechselstromgenerator

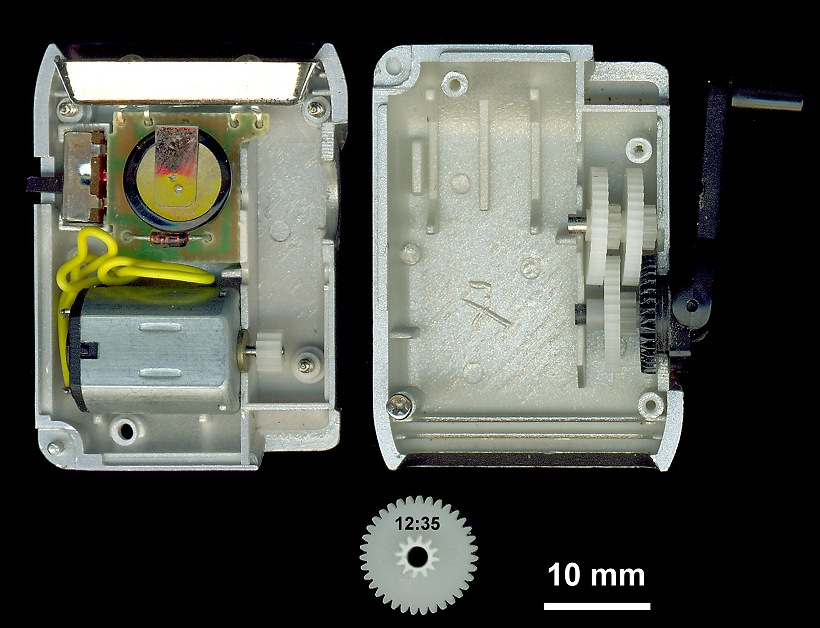
Mini-Generator in einer Dynamotaschenlampe

Um im Wechselstrom- oder Drehstrom-Synchrongenerator eine sinusförmige Spannung zu erzeugen, muss der Rotor ein möglichst homogenes Magnetfeld erzeugen. Die Anzahl der Pole (mindestens zwei bzw. weitere geradzahlige Anzahlen sind möglich) entscheidet über die Frequenz der abgegebenen Spannung bei gegebener Drehzahl.
Asynchrongeneratoren sind ebenso wie Asynchronmotoren aufgebaut. Sie besitzen weder eine Feldspule noch Schleifringe, sondern einen Kurzschlussläufer. Das Magnetfeld wird durch den Strom in den Generatorwicklungen selbst erzeugt. Asynchrongeneratoren können daher nur dann Strom liefern, wenn sie an eine Wechselspannung angeschlossen sind oder bereits Strom erzeugen. Bei Inselbetrieb sind sie dafür mit Kondensatoren belastet und besitzen zum Start oft einen kleinen Dauermagneten im Rotor. Oft reicht jedoch die Restmagnetisierung aus.
Hinweise:

Der Vorteil der Synchrongeneratoren gegenüber Asynchrongeneratoren besteht darin, dass sie (je nach Anforderung des Stromnetzes) sowohl Wirkleistung als auch Blindleistung (im Leistungsfaktor-Bereich cos phi von 0,8 induktiv bis 0,9 kapazitiv) erzeugen können. Darüber hinaus können sie für den Phasenschieberbetrieb genutzt werden, in dem ausschließlich Blindleistung erzeugt wird.
Für kleinere Leistungen findet man Synchrongeneratoren auch in Uhren und als Lichtmaschine bei den Kraftfahrzeugen mit Verbrennungsmotor.
Asynchrongeneratoren haben als Generator in Großkraftwerken (ab ca. 0,1 MW) keine Bedeutung. Sie werden für Dieselgeneratoren, Kleinwasserkraftwerke und Windkraftanlagen (weltweit 90 %) eingesetzt. Sie stellen prinzipiell eine induktive Blindlast dar.

### Gleichstromgenerator
Gleichstromgeneratoren benötigen einen Kommutator (Stromwender) zur Abnahme und Gleichrichtung der im Läufer generierten Spannung. Da bei ihnen die gesamte erzeugte elektrische Leistung über den Kommutator übertragen werden muss, sind sie heute nicht mehr gebräuchlich.

### Lineargenerator
Ein Lineargenerator ist eine Bauform von Generator, der eine geradlinige, nicht an einer Drehachse anfallende Bewegungsenergie in elektrische Energie umwandelt. Es gibt verschiedenartige Bauformen von Lineargeneratoren.
Eine spezielle Bauform für kleine Leistungen ist der Induktions- oder Schüttel-Generator, welcher in einer sehr einfachen Bauart ähnlich wie ein Verbrennungsmotor, der Stelzer-Motor, realisiert werden kann. Auf beiden Seiten befindet sich je eine Spule in die durch die Bewegung ein Magnet eintaucht. Die Frequenz der erzeugten Wechselspannung ist abhängig von der mechanischen Schwingung und schwankt lastabhängig.
Ein spezielles Anwendungsbeispiel für diese Technik sind die Schüttel-Taschenlampen. Durch die Schüttelbewegung bewegt sich ein starker Neodym-Magnet durch eine Spule. Die erzeugte Leistung ist ausreichend, um einen Doppelschicht-Kondensator, mit einer Kapazität von 1 bis 2 F und bei einer Spannung von 3 bis 4 V, zu laden, der dann LED-Leuchtmittel mit elektrischer Energie versorgen kann. Ein weiteres Anwendungsbeispiel für diese Bauform sind mobile Ladegeräte, um damit kleinere Akkumulatoren in den Bauformen wie dem AA- oder AAA-Format zu laden.

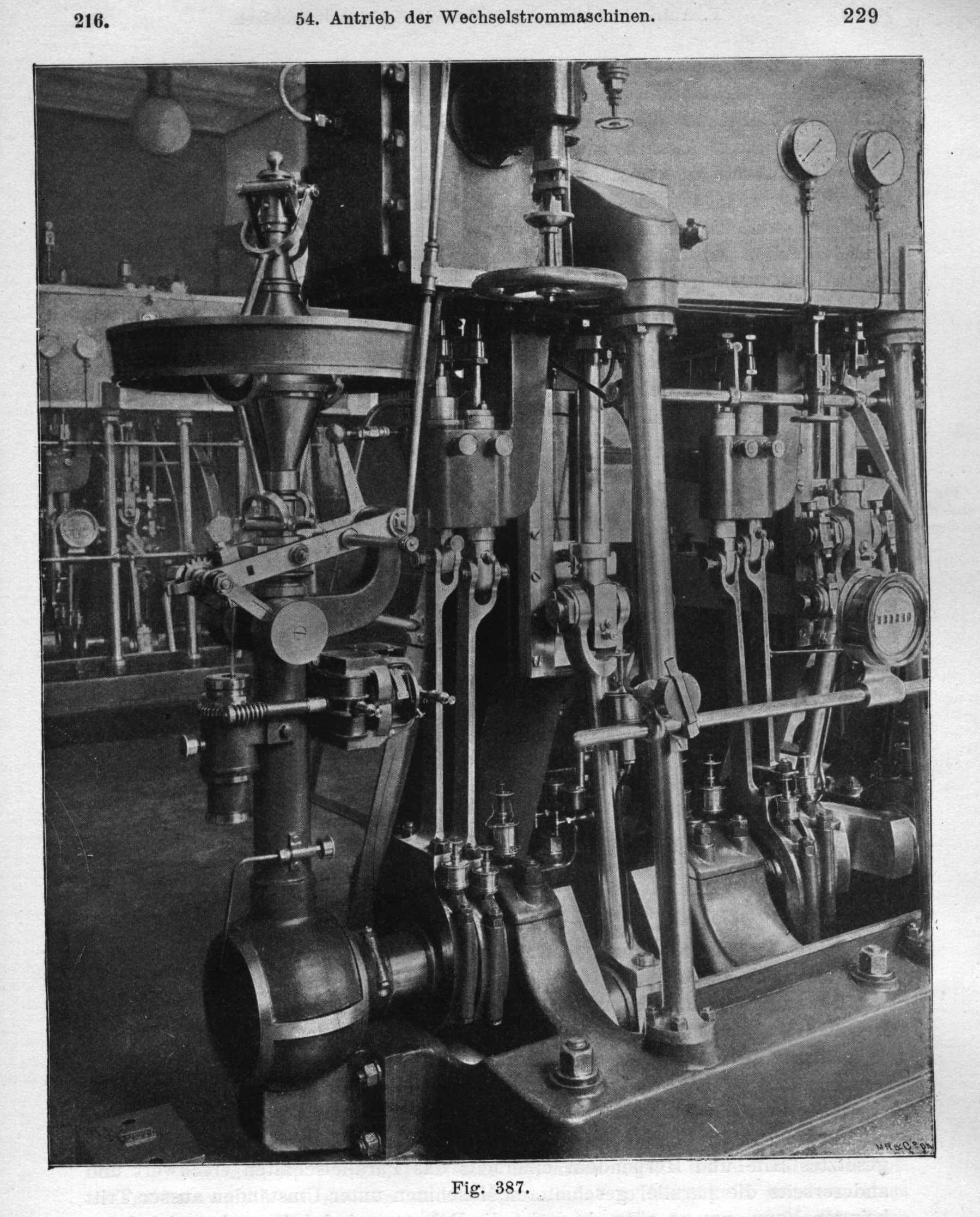
Drehzahlregulator an einem dampfmaschinenbetriebenen Generator (um 1900)
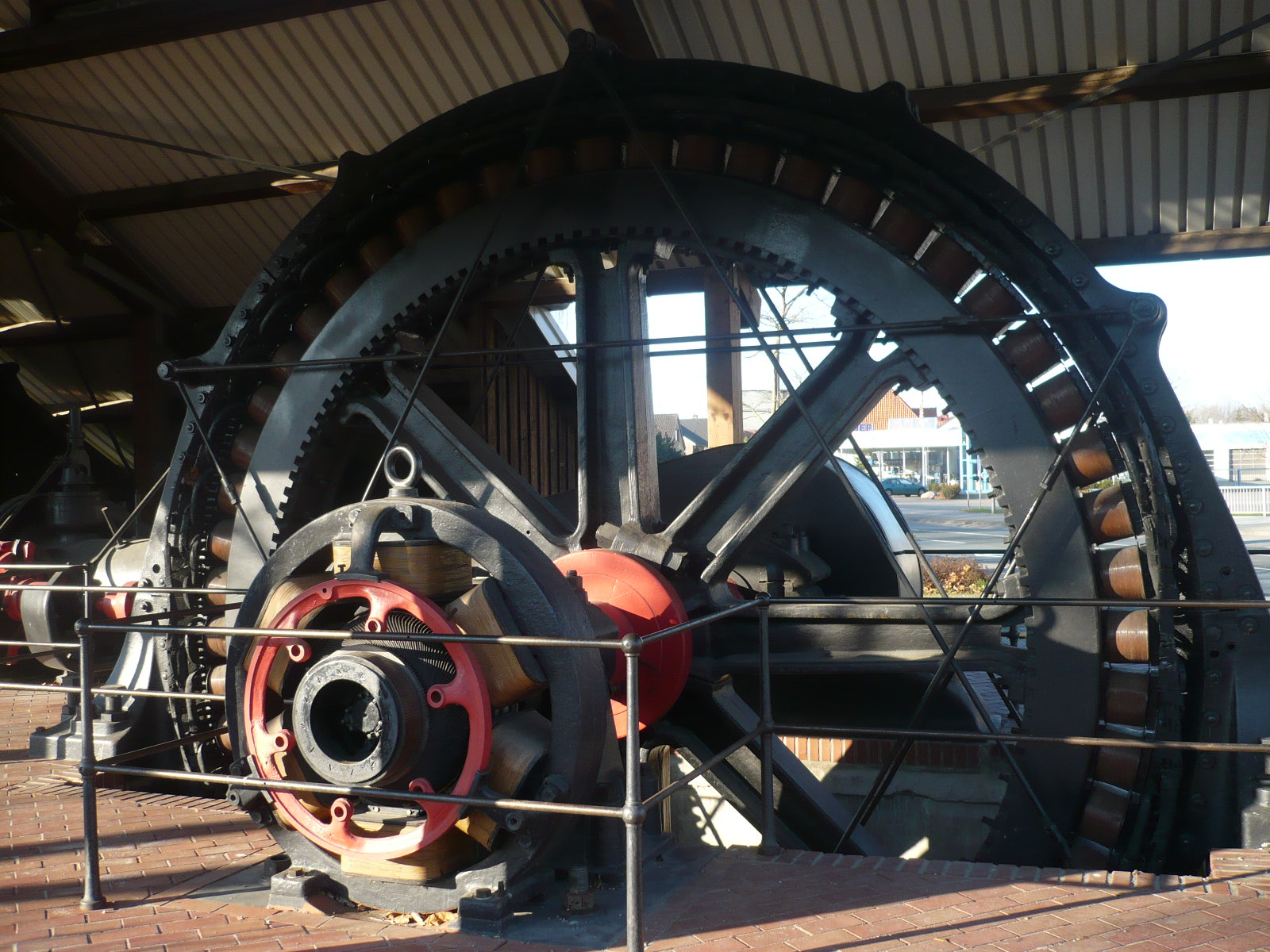
Dampfmaschinengetriebener, 56-poliger Generator mit sechspoliger Erregermaschine (Bj. 1910; 650 kW)
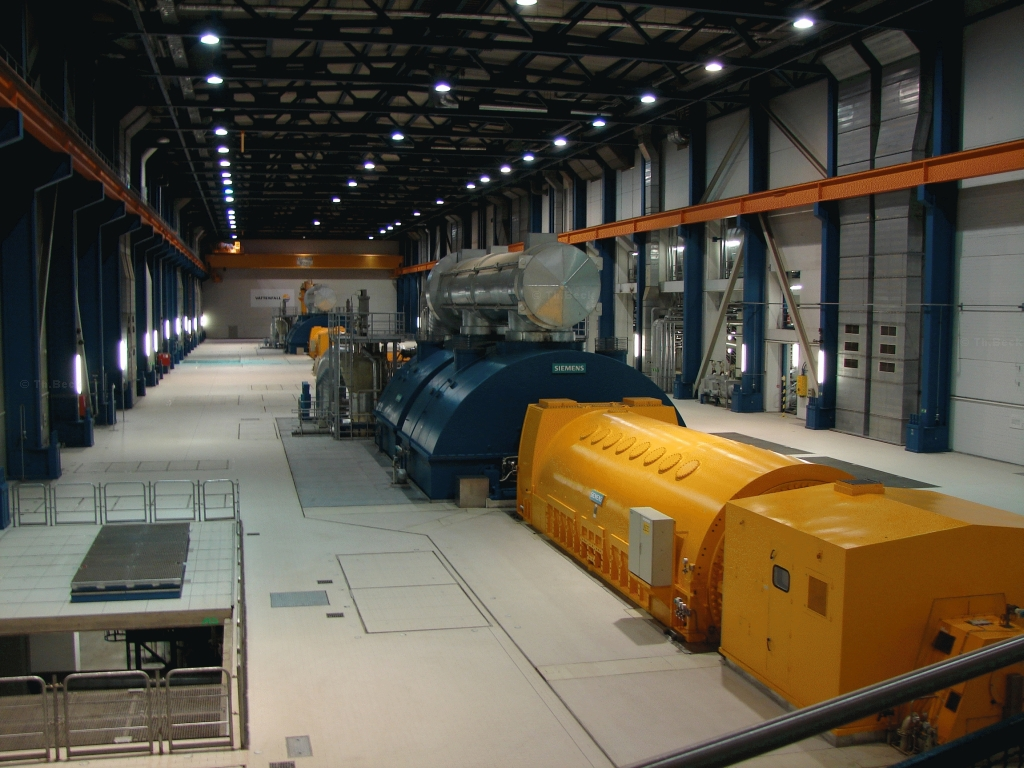
Generator im Kraftwerk Schwarze Pumpe (Bj. 1995; 1000 MVA)
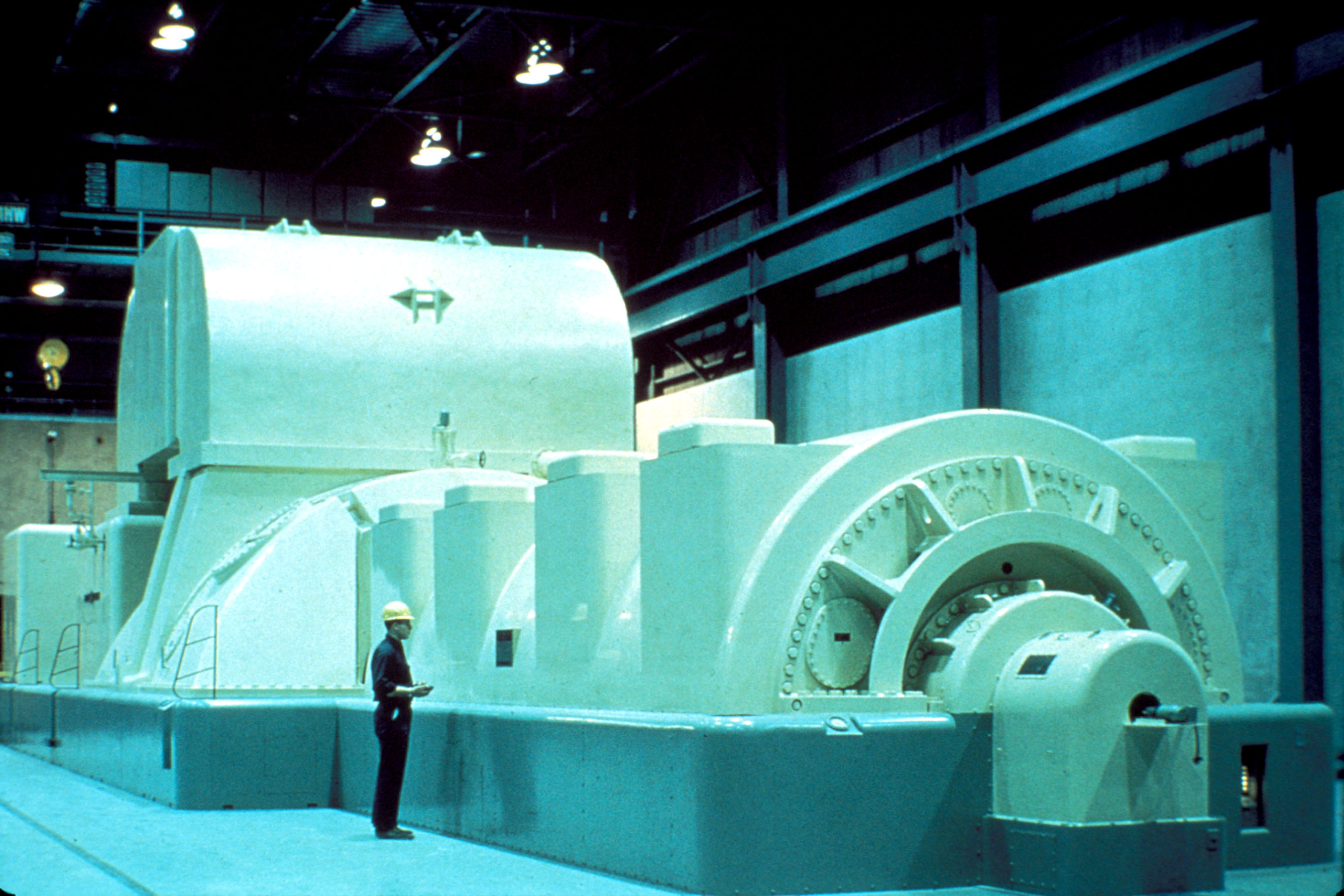
Turbogenerator mit Dampfturbine in einem Kernkraftwerk

## Geschichte

### Erste Stromerzeugung durch Induktion
Den ersten bekannt gewordenen Wechselstromerzeuger baute Hippolyte Pixii auf Anregung von Ampère, das Modell (siehe Galerie) wurde 1832 aus zwei Spulen gefertigt, unter denen ein Hufeisenmagnet kreist. Der Strom wird noch in der Maschine durch einen Kommutator gleichgerichtet. Im selben Jahr wurde von Michael Faraday eine Unipolarmaschine gebaut, die bei Rotation des zylindrischen Permanentmagneten auf der Drehachse durch Unipolarinduktion einen Gleichstrom erzeugt. Ebenfalls im Jahr 1832 wurde von Salvatore Dal Negro ein schwingender Apparat zur Erzeugung konstruiert; weitere nichtrotierende Stromerzeuger wurden von Carl Friedrich Gauß und anderen gebaut.

### Erster großtechnischer Einsatz von Wechselstromgeneratoren

Einphasengenerator, zur Erzeugung von elektrischen Wechselstrom (das heißt der periodisch die Richtung ändert) mittels eines Permanentmagneten, der sich nahe einer Spule dreht.

Der Wechselstromgenerator der Gesellschaft Alliance (siehe Galerie) nach einer Anregung von Floris Nollet (Brüssel) aus dem Jahr 1849 war der erste Generator, der in der Industrie nennenswerten Einsatz fand. Der gedachte Einsatzzweck der Maschinen war es, Wasser elektrochemisch zu zerlegen, um Leuchtgas für die Beleuchtung zu gewinnen. Tatsächlich dienten die meisten Maschinen jedoch ohne Kommutator in englischen und französischen Leuchttürmen zum Betrieb von Bogenlampen. Die letzten wurden erst in der Wende zum 20. Jahrhundert außer Betrieb genommen.

### Erste Generatoren ohne Dauermagneten
Als Erfinder des Generators ohne Permanentmagnete wird bevorzugt Werner von Siemens genannt, der 1866 das dynamoelektrische Prinzip entdeckte, eine erste Dynamomaschine damit ausstattete und auch den Namen prägte, der später zu Dynamo verkürzt wurde (von altgriechisch δύναμις dýnamis „Kraft, Fähigkeit, Vermögen“). Bereits vor Siemens hatten jedoch Ányos Jedlik 1851 und Søren Hjorth 1854 mit dem von der Maschine selbst erzeugten Strom die Feldmagnete gespeist und das beschrieben. Zeitgleich mit Siemens entdeckten und publizierten zudem auch Samuel Alfred Varley und Charles Wheatstone dieses Prinzip, wobei sich die Variante von Wheatstone als die später großtechnisch bedeutendere erwies.
1878 installierte etwa Schuckert & Co. die Bogenlampen in der Venusgrotte von Schloss Linderhof; durch die 24 von einer Dampfmaschine angetriebenen Generatoren entstand das erste fest installierte Kraftwerk der Welt und zugleich das erste Wärmekraftwerk.

### Erste Mehrphasenwechselstromgeneratoren
Im Rahmen der Frankfurter internationalen Elektrotechnischen Ausstellung wurden 1891 Wechselstrommaschinen vorgeführt, die speziell zur Erzeugung von Mehrphasenwechselstrom gebaut wurden. Den ersten dieser Generatoren hatte bereits Friedrich August Haselwander im Jahre 1887 gebaut. Dieser lieferte bereits Dreiphasenwechselstrom. Der Amerikaner Charles Bradley erwarb schon Anfang 1897 ein Patent für einen Zweiphasenwechselstromgenerator. Weiterhin wurde eine Wechselstrommaschine der Firma Schuckert und ein Generator von Brown, Boveri & Cie. (siehe Galerie) vorgestellt. Das erste Zweiphasen-Kraftwerk der k.u.k.-Monarchie wurde von Franz Pichler gebaut und ging 1892 in der Raabklamm bei Weiz in der Steiermark in Betrieb. Dieser Generator wurde nach einigen Jahren für Drehstrom umgewickelt und war bis 1971 in Betrieb.

### Erste großtechnische Kraftwerke
In der Folgezeit wurden zahlreiche Kraftwerke gebaut, die ihre Energie teils aus Wasserkraft, teils aus Dampf bezogen. Im/am Niagara ging 1895 das erste Großkraftwerk der Welt ans Netz, und bereits 1898 folgen die Kraftübertragungswerke Rheinfelden in Europa als Flusskraftwerk. Ein Dampfkraftwerk brachte das Elektrizitätswerk Budapest bereits 1895 ans Netz.

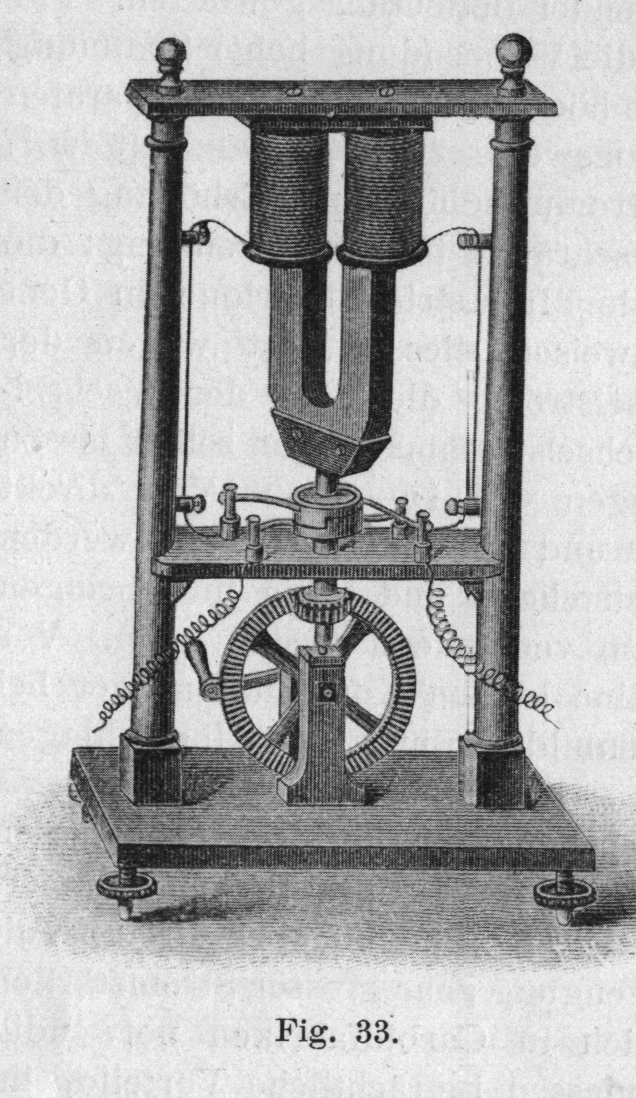
Erste bekannt gewordene magneto-elektrische Wechselstrommaschine, gebaut 1832 von Hippolyte Pixii
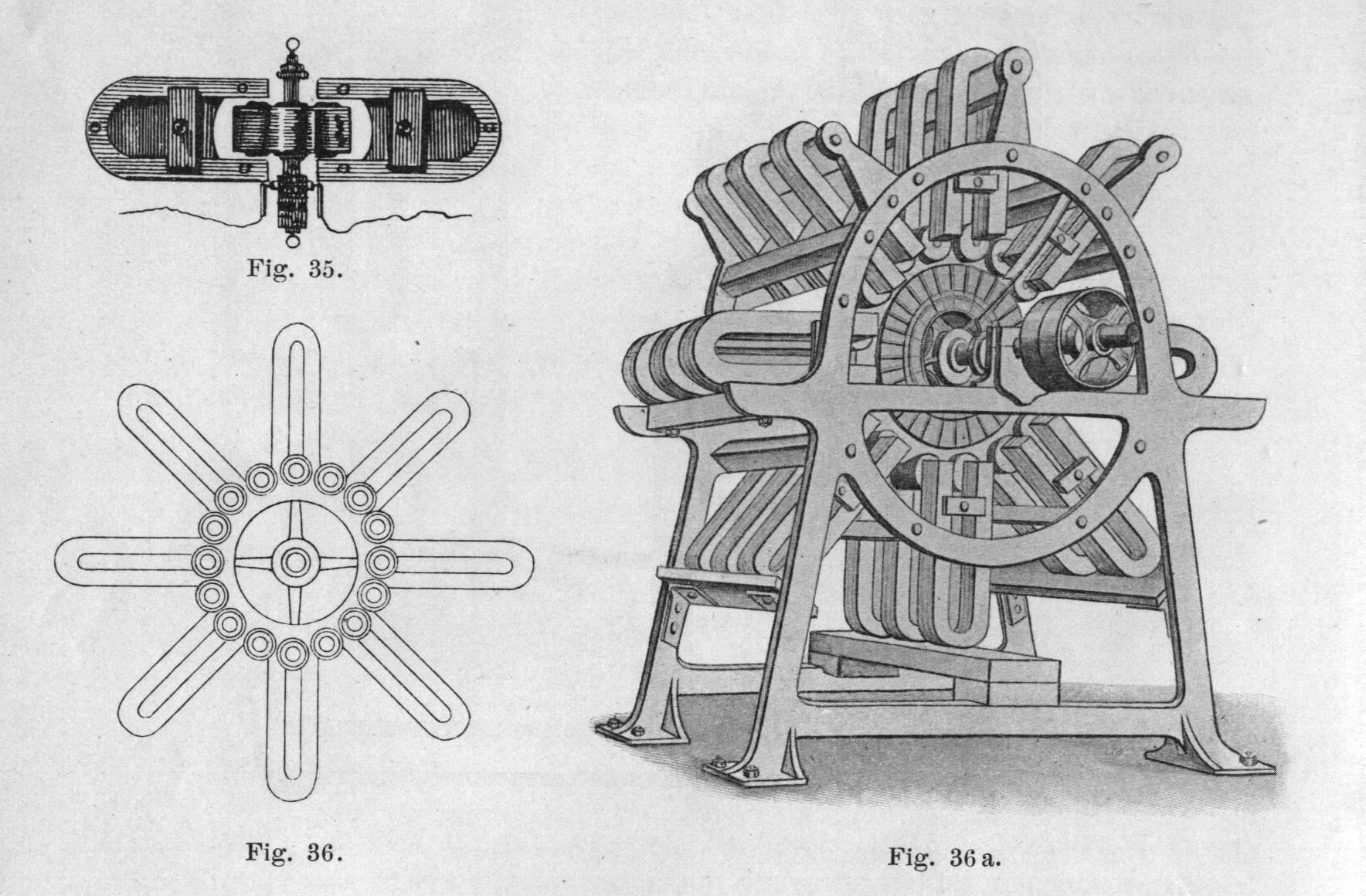
Wechselstromgenerator der Gesellschaft Alliance nach einer Anregung von Floris Nollet (Brüssel) aus dem Jahr 1849
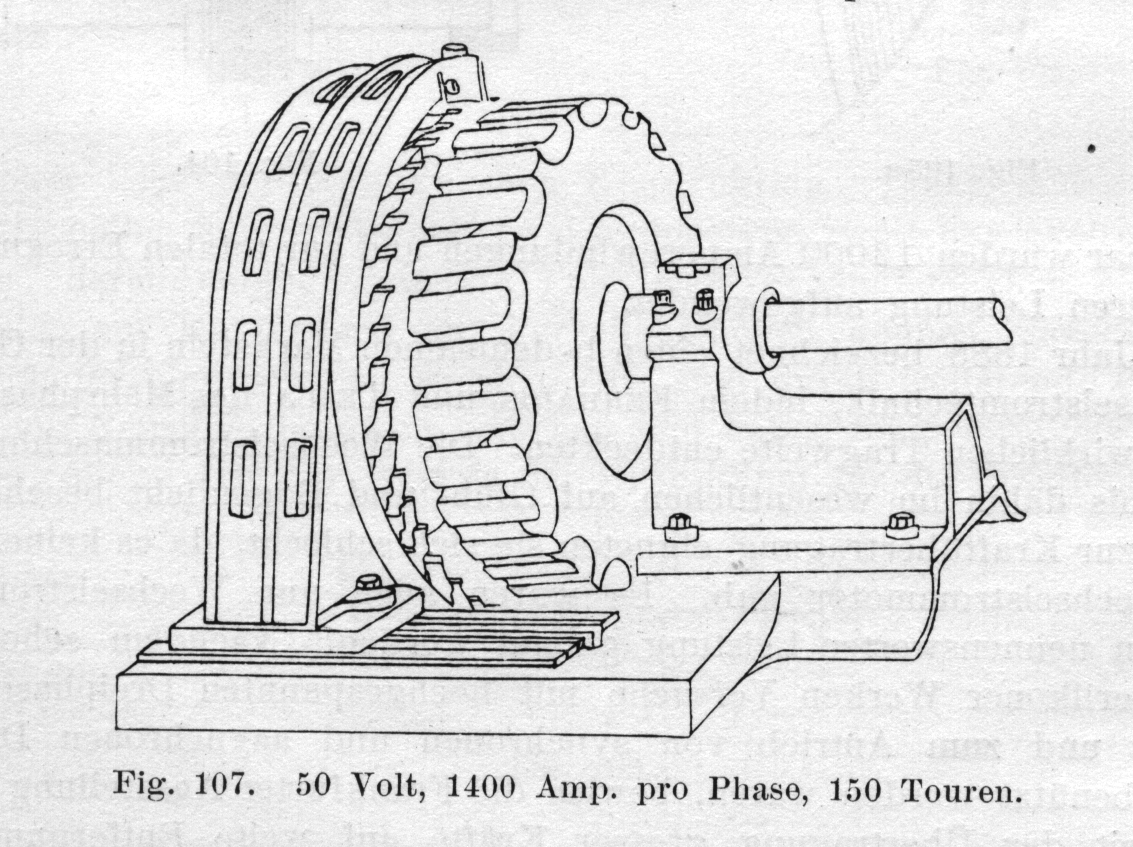
Zeichnung eines Drehstromgenerators aus dem Jahr 1891 nach Charles Eugene Lancelot Brown (Brown, Boveri & Cie.)
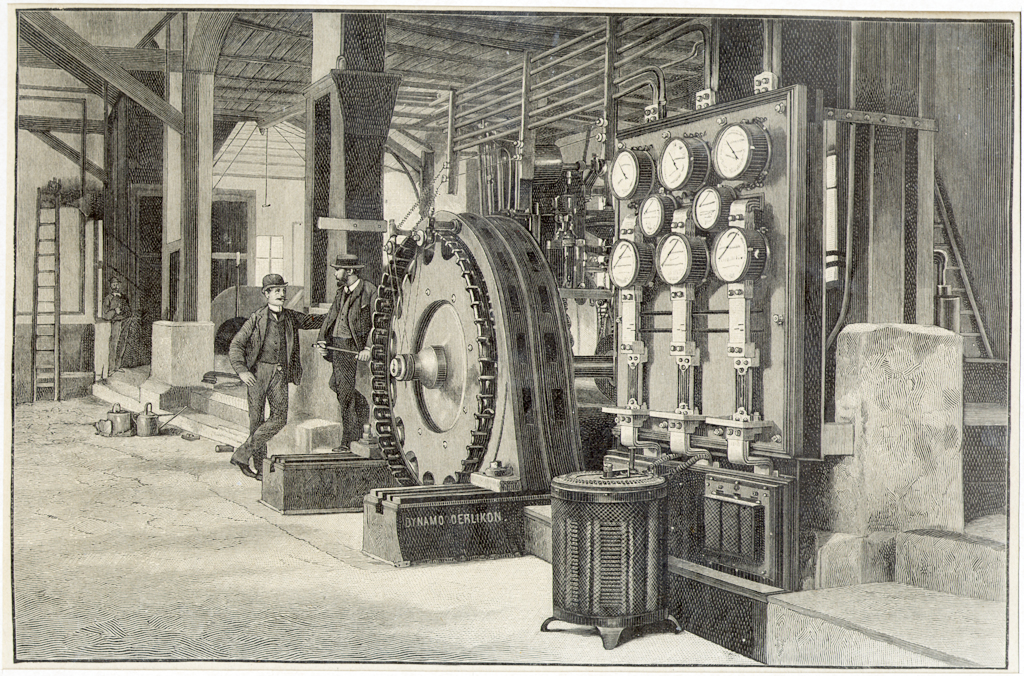
Zeitgenössischer Holzstich des Generatorraums im ersten Drehstromkraftwerk in Lauffen am Neckar, das für die Elektrotechnische Ausstellung in Frankfurt am 12. September 1891 einen künstlichen Wasserfall und tausend Glühlampen versorgte. Diese Entwicklung von C. E. Brown wurde noch von der Maschinenfabrik Oerlikon hergestellt.
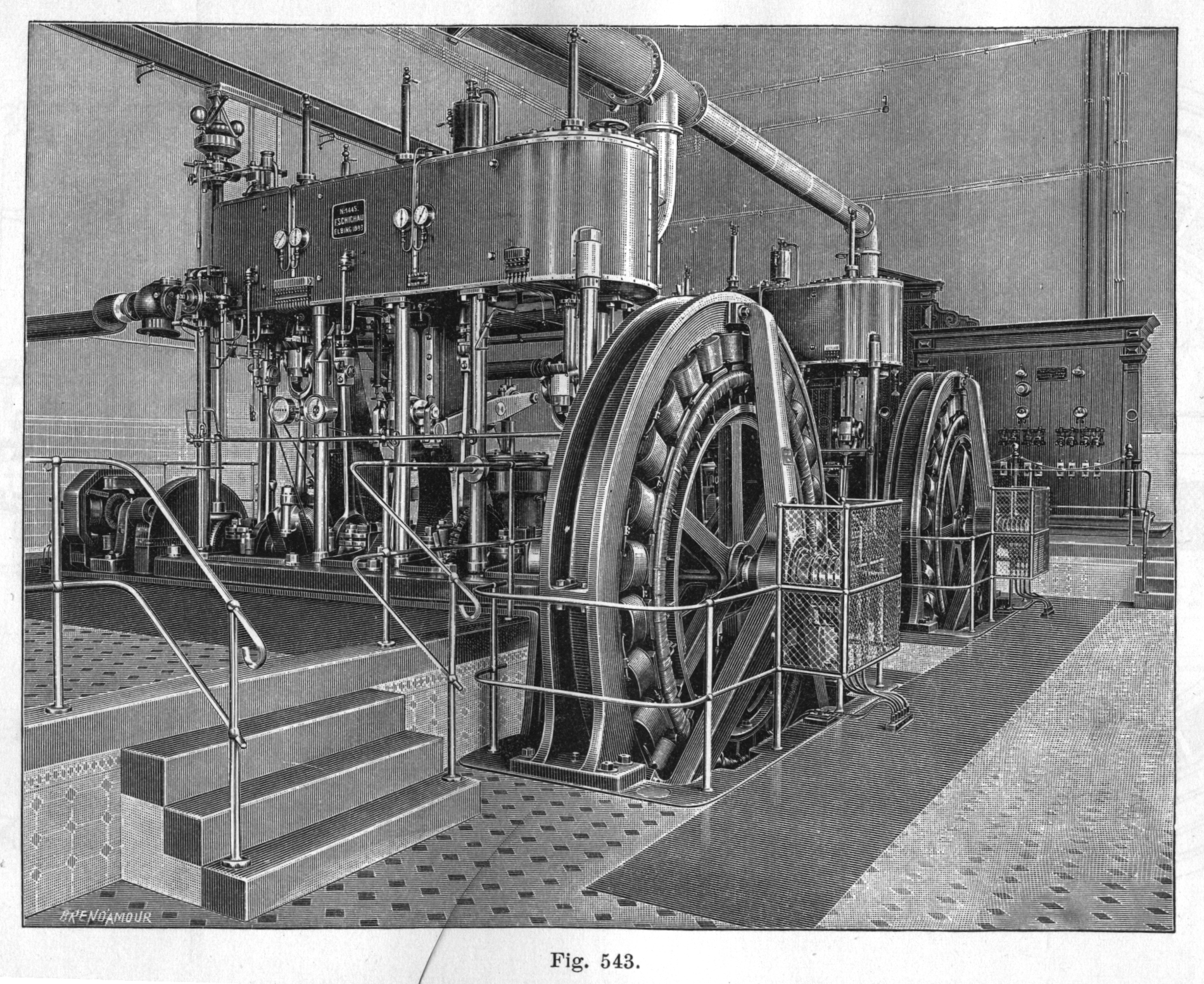
Dampfmaschinenbetriebener Zweiphasenstromgenerator mit Ringanker für das Elektrizitätswerk Budapest 1895